# 巴颜山
巴顏山是中國的清朝時曾經使用過的山名，大致位於現在的塔爾巴哈台山西段的一段山峰，西邊連阿克奇拉山及東邊鄰蒿哈薩拉克山。

## 位置
巴顏山是清朝時曾經使用過的山名，清朝時巴顏山處於三個國家接壤交界地帶，位於尼雅克圖山至蒿哈薩拉克山之間，此段山脈是哈薩克汗國北境分界線以北接壤俄罗斯，蒿哈薩拉克山東南方處是阿巴拉爾山，阿巴拉爾山以東是清朝塔爾巴哈台邊境以內，巴顏山在塔爾巴哈臺以西偏北處，現在的哈薩克斯坦的東哈薩克斯坦州境內。